# Zilveren rijder

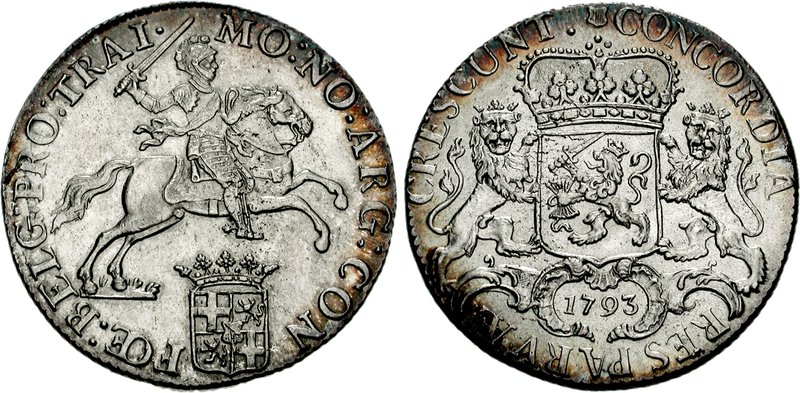
Een zilveren rijder uit 1793 met onder het paard het wapen van Utrecht.

De zilveren rijder is een ducaton die uitgegeven werd door de Republiek der Zeven Verenigde Nederlanden. In 1659 begonnen de provincies van de republiek met het slaan van deze ducaton met daarop de afbeelding van een ridder te paard. Onder de ridder een schild met daarop het wapen van de provincie waar de munt geslagen was.  Aan de andere zijde had de munt een afbeelding van de gekroonde wapens van de Verenigde Nederlanden. De zilveren rijder woog 32,779 gram en het zilvergehalte was 941/1000. Zilveren rijders hadden een waarde van 60 stuivers en werden geslagen tot 1798. Er werden ook halve zilveren rijders geslagen, met de helft van het gewicht.  
In de periode 1726-1751 werden ook zilveren rijders uitgegeven door de Vereenigde Oostindische Compagnie. De Nederlandse rijder was een handelsmunt die goed kon concurreren met bekende munten als de Spaanse mat.